# 라마르모라역
라마르모라 (Lamarmora) 역은 이탈리아 북부 브레시아의 브레시아 지하철에 속한 역이다. 라마르모라 로에 위치해 있다.
라마르모라는 차후 지어질 노선을 대비한 환승역으로 설계되었다. 이 역과 환승될 신노선은 3.5km 규모로, 라마르모라 역에서 피에라 박람회장까지 서쪽으로 브레시아의 인구밀도 집중 지역을 지날 예정이다.

## 시설
이 역에는 다음과 같은 시설이 있다.
- 매표기

## 환승
- 버스 정류장